# New York-New York Hotel and Casino
New York-New York Hotel and Casino är ett hotell/kasino i Las Vegas i Nevada i USA. Det har, som namnet antyder, ett New York-tema. 
Byggnaden består av ett enda hus men är målat och utformat att se ut som flera hus. Empire State Building är ett av husen som efterliknats i denna enorma byggnad. Hotell New York har även en enorm berg- och dalbana som går runt hela hotellkomplexet.